# 密花柴胡
密花柴胡（学名：Bupleurum densiflorum）是伞形科柴胡属的植物。分布在俄罗斯以及中国大陆的青海、新疆等地，生长于海拔2,500米至3,100米的地区，常生于高山草甸和斜坡石砾土中，目前尚未由人工引种栽培。